# Андуйет
Андуйе́т или андулье́т (фр. andouillette) — сорт французской колбасы, традиционный для старых французских провинций Шампань, Пикардия, Артуа. Изготавливается также во Фландрии и Лионе.

## Приготовление
Начинка колбасы состоит из тонко продольно нарезанных тонких свиных (а иногда говяжьих или телячьих) кишок и желудка, хорошо промытых, размягчённых и вымоченных в вине, с добавлением перца и соли. Содержимое заключается в свиную кишку и хорошо проваривается. Процесс приготовления андуйета сходен с тем, как готовится колбаса андуль, однако при этом используется меньше соли и пряностей.

## Готовое блюдо
Готовые колбаски не содержат в себе твёрдых кусков и, нарезанные «кружочками», употребляются в пищу как в холодном, так и в горячем виде (обжаренном на сковороде или гриле), как с гарниром (например, с жареным картофелем), так и без него. Андуйет имеет характерный пикантный вкус и запах.
Качество изготовленной и продаваемой колбасы этого сорта контролирует объединение «Association amicale des amateurs d’andouillettes authentiques». Оно же и оценивает продукцию сокращением ААААА.